# Musée d’Art et d’Histoire (Genève)

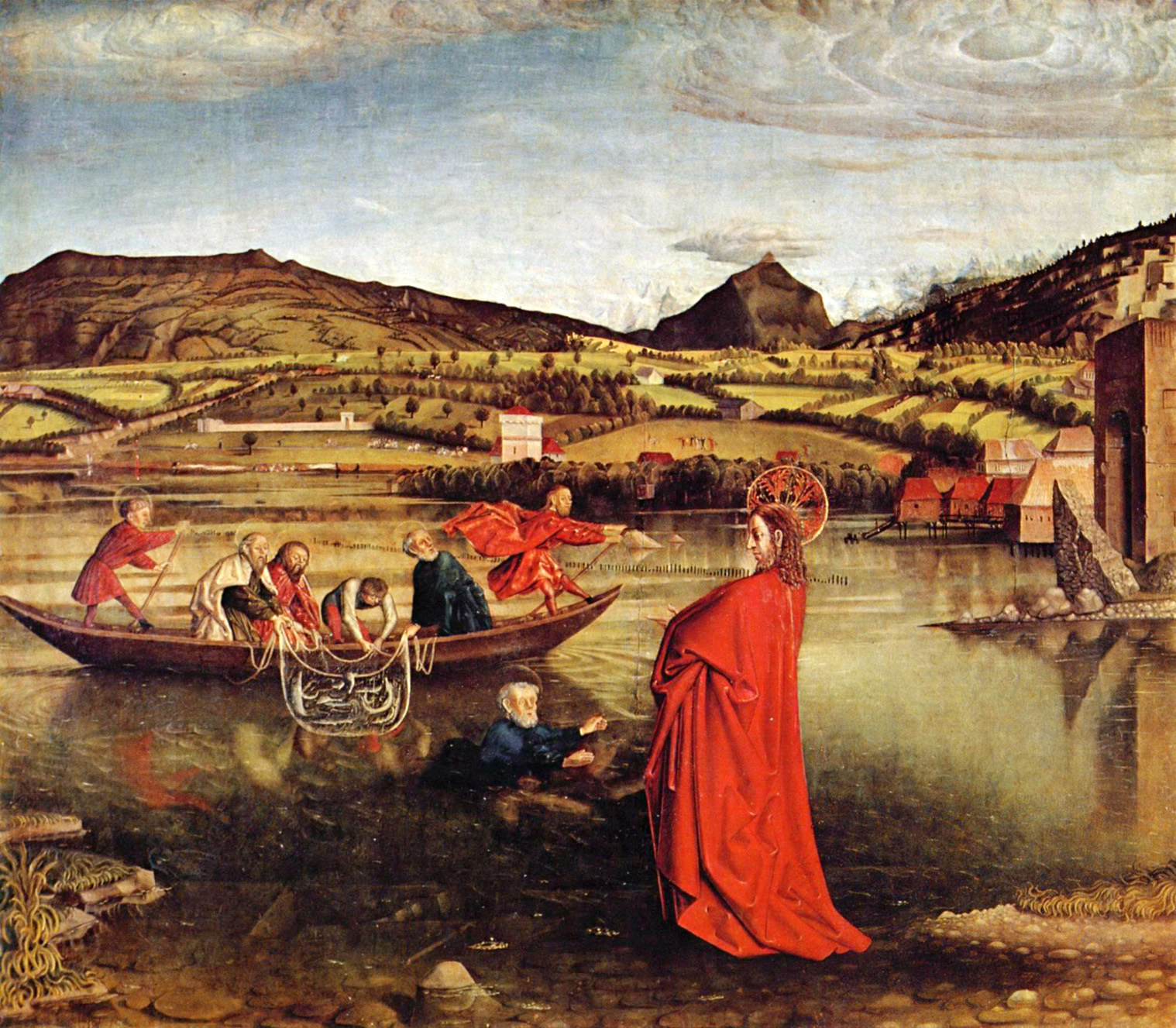
Konrad Witz, De wonderbare visvangst (1444)

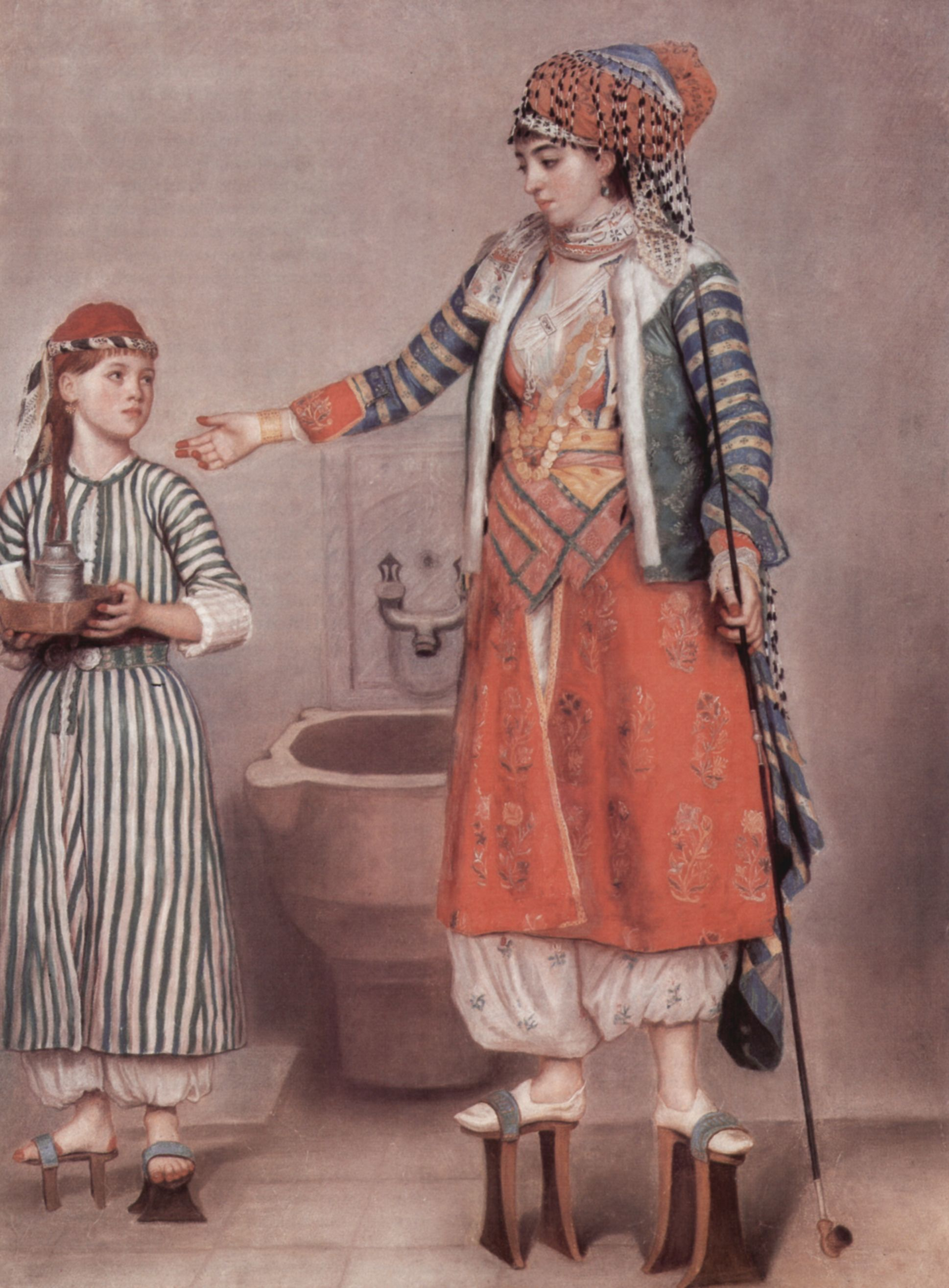
Jean-Étienne Liotard, Turkse dame met dienares (1742)

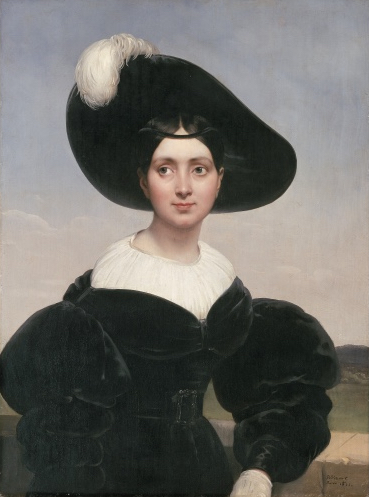
Horace Vernet, portret van Anna Eynard-Lullin (1831).

Het Musée d'Art et d'Histoire (MAH) is het grootste museum in Genève en een van de belangrijkste in Zwitserland. 

## Gebouw
In opdracht van het Geneefse stadsbestuur ontwierp de architect Marc Camoletti een gebouw in beaux-artsstijl. De constructie, die duurde van 1903 tot 1910, werd gefinancierd met geld nagelaten door de bankier Charles Galland (1816-1901). Het museum heeft een vierkante plattegrond met 60 meter lange zijden en een binnenplaats. Over vier verdiepingen biedt het 7.000 m² tentoonstellingsruimte.

## Geschiedenis
Het museum als instelling gaat terug op het Musée Rath, dat is 1826 was geopend. Daar kwamen ook de natuurhistorische en archeologische objecten van het in 1818 opgerichte Musée Académique terecht. In 1870 werd de collectie aangevuld met de wapenverzameling en historische objecten van de stad Genève. Mede door verschillende schenkingen werd het Musée Rath te klein. In 1897 werd de Société auxiliaire du Musée de Genève opgericht om te ijveren voor het overbrengen van de collectie naar een nieuw gebouw. Het werd ingehuldigd in 1910.

## Collecties
De archeologische sectie toont vondsten uit de Europese geschiedenis, het oude Egypte, de Kermacultuur, het Midden-Oosten, het oude Griekenland en Rome. Er is ook een numismatisch kabinet. 
Het department voor toegepaste kunst bezit Byzantijnse kunst, iconen, middeleeuwse en renaissancewapens, zilver- en tinwerk, muziekinstrumenten en textiel. Het 17e-eeuwse interieur van het kasteel van Zizers is in het museum heropgebouwd. 
De afdeling schone kunsten loopt van de middeleeuwen tot de 20e eeuw. Er hangen schilderijen van de Italiaanse, Nederlandse, Franse, Engelse en Zwitserse scholen. Een topwerk is het hoofdaltaar van de Sint-Pieterskathedraal door Konrad Witz (1444). Andere vertegenwoordigde kunstenaars zijn Jean-Étienne Liotard, Ferdinand Hodler, Félix Vallotton en Jean-Baptiste Camille Corot.